# Провулок Сопіна (Мелітополь)
Провулок Сопіна — провулок в Мелітополі. Йде від вулиці Ломоносова до вулиці Сопіна.

## Назва
Провулок названий на честь Героя Радянського Союзу Сопіна Іллі Івановича, учасника звільнення Мелітополя від німецької окупації у Німецько-Радянській війні.

## Історія
Рішення про найменування провулку було затверджено 18 серпня 1966 року.